# El Castillo de las Guardas
El Castillo de las Guardas ist eine Gemeinde in der Provinz Sevilla in Spanien mit 1.511 Einwohnern (Stand: 2024). Sie liegt in der Comarca Sierra Norte in Andalusien.

## Geografie
Die Gemeinde grenzt an die Gemeinden Aznalcóllar, El Garrobo, Gerena, El Madroño, Nerva, El Ronquillo, Sanlúcar la Mayor und Zufre.

## Geschichte
Der Ort ist seit der Vorgeschichte bewohnt. In der arabischen Zeit hieß der Ort Al-Muniat und hatte eine wichtige Befestigungsanlage, welche aus der Römerzeit stammte und noch deutlich ausgebaut wurde. Dem Ort wurde nach der christlichen Eroberung im Jahr 1647 von Karl III. das Stadtrecht verliehen. Die Befestigung wurde von Truppen Napoleons fast komplett zerstört.

## Sehenswürdigkeiten
- Kirche San Juan Bautista
- Megalito de la Dehesa de abajo
- Mauern der alten Burg